# Relações entre Turcomenistão e Uzbequistão
As relações entre Turcomenistão e Uzbequistão são as relações entre a República do Turquemenistão e a República do Usbequistão. O segundo tem uma embaixada na capital turcomena, Asgabate. O primeiro, por sua vez, tem uma embaixada na capital usbeque, Tasquente.